# 尹致昊
尹致昊（1865年1月16日—1945年12月6日），字聖欽(성흠)，又字成欽(성흠)，號佐翁(좌옹)，本貫海平尹氏，朝鲜近代史上著名的政治家、思想家、教育家、獨立運動家。曾任韓國基督教青年会(YMCA)幹事。他是朝鲜重臣尹雄烈之子，韓國獨立運動家兼政治人、第13届汉城市长尹致暎的從兄，韓國第4任總統尹潽善的伯父。日本名伊東致昊。早年随绅士游览团赴日本考察，接受开化思想，成为开化党的一员。1884年因受甲申政变之牵连而被迫流亡中国，先后在中国和美国留学，并接受基督教信仰。1895年归国，历任官职，曾主导独立协会、万民共同会运动，任獨立新聞社的第2代社長。日韩合并前后原本抗拒日本，但最后与日本合作，成为日本貴族院朝鮮勅選議員，这成为他一生的污点。尹致昊学贯东西，饱经世事，是朝鲜历史上的传奇人物之一。在教育方面，他在1909年担任韓英書院大成学教的校長，同年参加新民会。1920年以后，任延禧専門学校、梨花女専門学校的财团理事，致力于教育活动。

## 生平

### 初年期

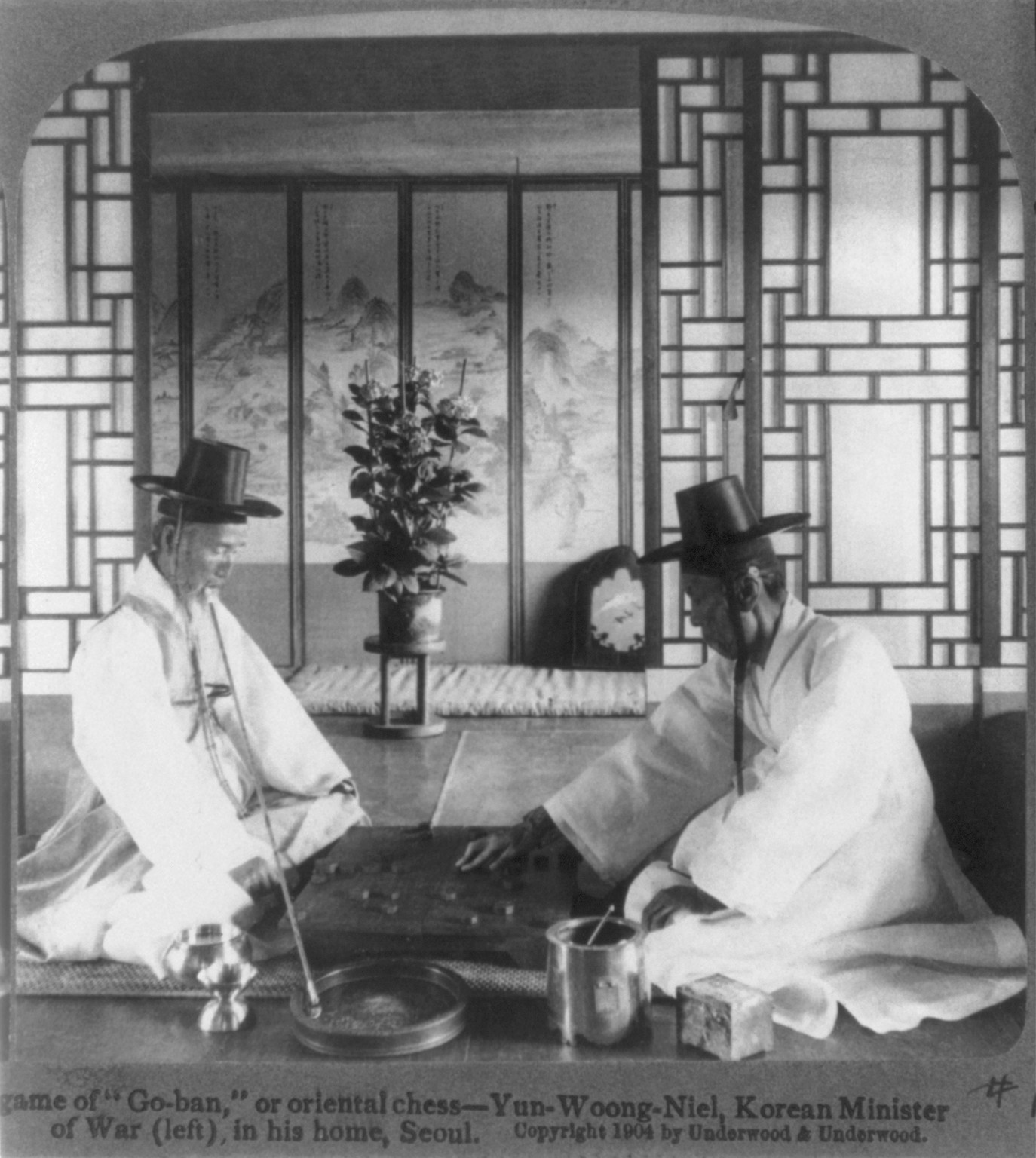
父親尹雄烈(左)

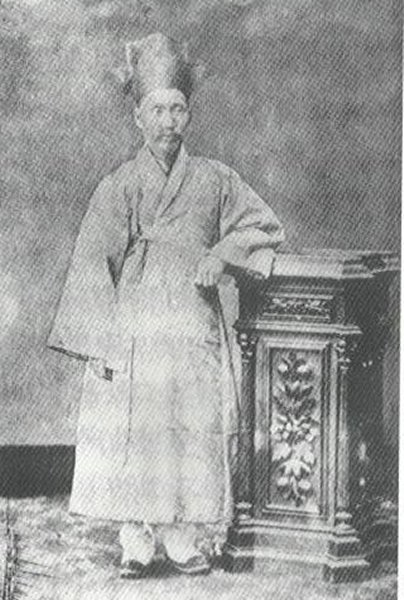
父親尹雄烈

尹致昊1865年出生于在忠清道牙山郡，本贯海平尹氏。他的父亲尹雄烈官任朝鲜王朝兵曹判書，歷任忠淸道监营中军，南道节度使，军部大臣歷任。母亲全州李氏，是朝鲜宣祖時代的領議政尹斗寿次男尹昕的8代孫。
尹雄烈因自身是庶出，没能得到很好的教育，因次尹致昊幼年时师从張先生和金正言先生，接受儒学教育。1879年15岁就与漢城府貞洞出身的晋州姜氏夫人結婚。
受开化派父亲尹雄烈的影响，1881年17岁的尹致昊作为朝鲜访问考察日本的“绅士游览团”（朝士視察团）团长鱼允中的随员，东渡日本，他深为明治维新后的日本所打动，开始接受开化思想，立志改造朝鲜。日本外务大臣井上馨接见了鱼允中一行，在井上馨和鱼允中的斡旋下，尹致昊与另一名随员俞吉濬留在日本，进入日本名校同人社学习。1882年跟从東京帝国大学哲学教授夫人米利特和英语讲师神田乃武以及在1883年1月驻横滨的荷兰领事馆书记官学习英语。留学生活期间，他与金玉均、徐光範、朴泳孝、俞吉濬等开化派人物及日本文明開化論者福泽谕吉、中村正直等人交游。

### 甲申政變和流亡生活
1882年5月，《朝美修好通商条约》締結時尹致昊作为美国首任驻朝公使福特（Foote. L. H）的翻译官，回到朝鲜。他以翻译官身份出入朝鲜宫中，觐见朝鲜高宗和闵妃，联络开化党人。1884年12月4日，金玉均、朴泳孝等开化党人发动“甲申政变”，三天后政变被袁世凯率领的清军镇压，尹致昊虽未直接参与，但在随后的大举清洗开化党中，1885年1月在高宗的允許下，尹致昊带着福特公使的推荐书从仁川港坐船得到长崎，1月23日流亡到中国上海。
尹致昊抵达上海以后，在美国总领事的帮助下，进入了美国传教士林乐知（Young J. Allen）创办的中西書院 中学习。为了防止朝鲜的刺客，他美居住在国人的家里，生活淫靡。在林乐知和其它传教士的影响下，他开始努力学习英语和其它西学课程，追寻西方新学问、新思想，并受洗成为朝鲜历史上第一批新教信徒。他对于中国对朝鲜的控制极其不满，批判“中国就如同一栋老屋”，“非常像一个盲聋的老人，他还能制造很大噪音来恐吓邻里的孩子（比喻朝鲜）”，说中国社会是“污水满盈的莲花池”，而日本则是“东洋的桃源”。他还说中国人是无耻的、粗鲁的、自高自大的，留下许多类似记录。
在中西书院修学的三年中，尹致昊越来越亲向西方文化。他从1886年9月开始计划赴美留学。在林乐知的建议下，尹致昊于1888年离开中国，前往美国留学。

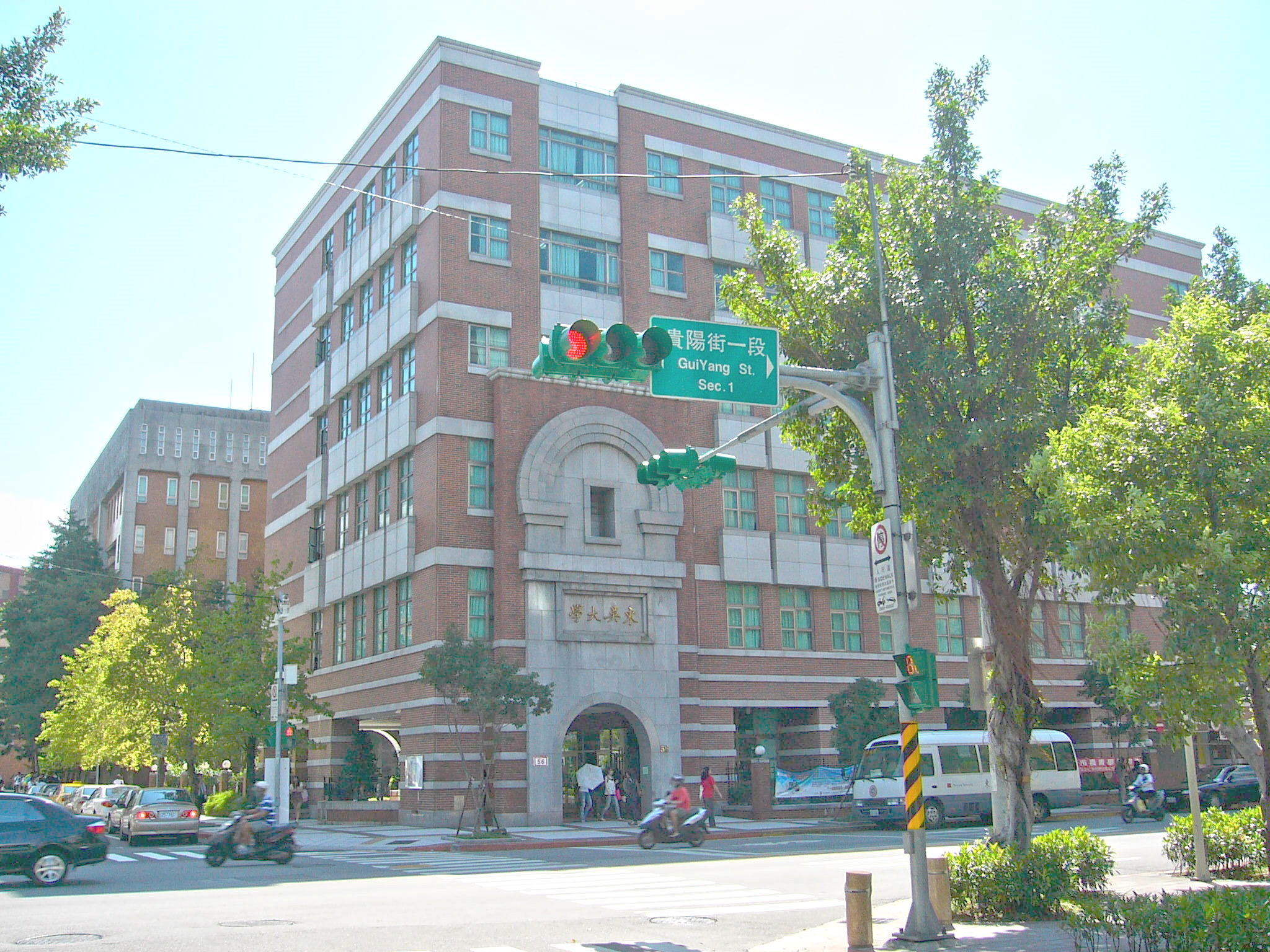
尹致昊的母校上海中西書院

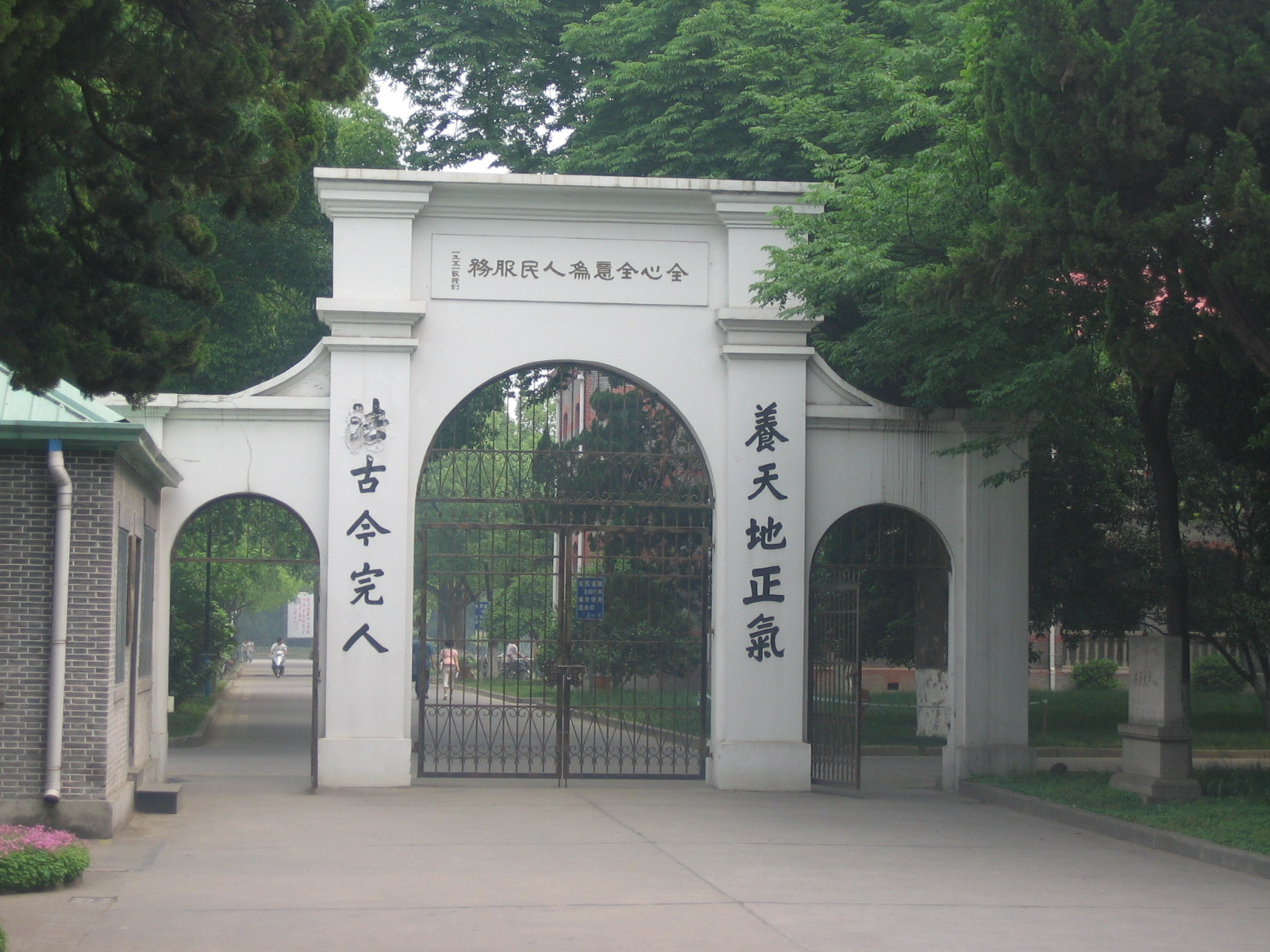
尹致昊的母校上海中西書院的校門

### 美国留學生活
1888年11月4日尹致昊前往美国，在林乐知的推荐下，进入美国南部的范德比尔特大学，1891年毕业后进入埃默里大学继续学习。在留校的五年里，他学习英语神学，人文社会科学、自然科学、算术、代数等课程。对西欧文明他全盘接受，更加坚定了基督教信仰，对传教事业产生浓厚兴趣，并提出了在朝鲜建立教会的计划。在基督教思想、民主主义、科学文明的思想指导下，他对朝鲜的体制感到失望，提出了“力量的正义”和社会进化论的主张。然而，在美国社会的种族歧视下，尹致昊又开始感到失望。

### 再回上海

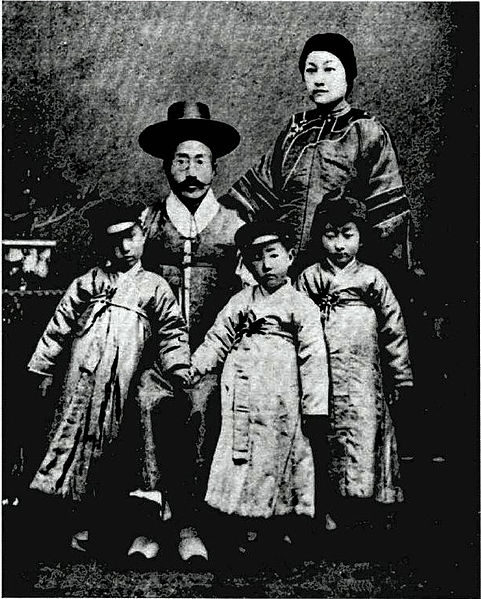
1902年尹致昊的家庭

1893年11月，尹致昊重返中国上海，在中西书院任教，担任英語和英文学教師。1894年3月他与美国南监理会运营的女子学校毕业的清国女性馬愛芳恋爱并结婚，生有2男2女。期间他与拜访的南宫檍在1893年议定朝鲜的国花木槿花、国歌爱国歌，国歌的的结尾“无穷花、三千里、华丽的山河”歌词为他所编。 

### 政治活動
1895年2月13日，尹致昊在父亲尹雄烈的书信召唤下，回到朝鲜。并被金弘集内阁授予内阁总理大臣秘书官兼内阁参书官，6月被任命为学部协办，7月改任外部协办。春生门事件失败后躲藏在美国公使馆。1896年2月11日，金弘集的亲日内阁垮台，尹致昊任朴泳孝内阁秘书官和学部协办。4月1日，尹致昊作为通译，随特使闵泳焕前赴俄国，参加俄国沙皇尼古拉二世的加冕典礼。使命完成后，尹致昊并未立刻归国，而是访问了法国、德国，并于1897年1月回到朝鲜，加入徐载弼、李商在、李承晩等人组建的独立協会。1898年3月11日，尹致昊代理会长。8月18日，独立协会开大会声讨李完用在担任外部大臣时的卖国行径，尹致昊当选正式会长。
此后尹致昊积极地投入民权运动中，鼓吹着人民的投票权和公民权的想法。他仿造西方改组中枢院，想将其转变为近代议会。说服朝鲜高宗同意献议六条等要求的民众参政权。11月2日又颁布了中枢院新官制，尹致昊成为中枢院副议长，独立协会投票选举出了半数（25名）中枢院议官。然而，由旧贵族流言诬陷朴定阳、尹致昊要建立民主共和国，成为正、副总统，谣言的传播，高宗决定立即逮捕尹致昊等独立协会领导人，万民共同会被迫解散。这导致尹致昊领导的独立协会运动被强制终止。

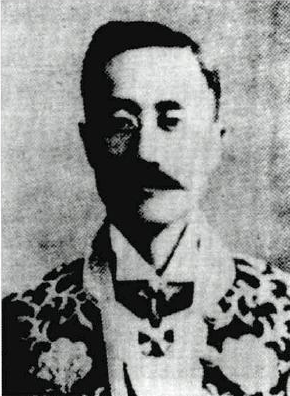
尹致昊 (1907年)

失败返回的弹压独立协会，改革人士的逮捕，刑罚民众接受无论是判断人物，让他对皇帝的不忠，尹致昊对启蒙的民众对象未能改变改造的想法失望。他在法务大臣父亲的劝告下任德源（今朝鲜元山）监理兼德源府尹，尹致昊在元山做了1年多府尹以后，又于1900年6月25日调任三和（今朝鲜南浦）监理兼三和府尹。1901年7月24日再度被任命为德源监理兼德源府尹。1903年4月降职为天安郡守，1904年2月任务安监理。1904年3月12日被调回中央，升任外部协办，结束了他5年之久的地方官任期。1904年8月20日署理外部大臣。1904年8月22日，尹致昊与日本驻韩公使林权助签订了《外国人佣聘协定》。1906年与张志渊、尹孝定等组织大韩自强会，尹致昊出任会长，为教育事业而奋斗，1907年8月自强会被取缔。同年与安昌浩、梁起铎、李东辉、金九等人组建新民会，成立了专门的国民启蒙运动。
1910年韩国基督教靑年会（YMCA）举办设立，後与安昌浩创办了基督教监理会在韩国开城松岳山的实业学校——韩英书院，并就任院长兼理事长。1911年参与105人事件，尹致昊被指控为幕后凶手而被逮捕，判处10年有期徒刑。
在狱中，曾被封为日本男爵的父亲尹雄烈去世，日本命尹致昊承袭爵位，并特别指示优待在狱中的尹致昊。1915年2月13日，日本大正天皇即位大赦，尹致昊出狱。在日本的怀柔政策下，他开始与日本合作，成为亲日派。1940年，尹致昊响应日本殖民当局“创氏改名”运动，将自己的名字改为伊东致昊（いとう ちこう），1941年5月出任朝鲜总督府中枢院顾问。

### 最后
1945年2月，尹致昊被选为日本贵族院议会的朝鲜敕选议员。1945年8月15日，日本投降，韩国光复，他被人称为卖国奴，不断遭到朝鲜人的攻击，甚至于走在路上都有人丢石头。韩国临时政府也开始讨论亲日派清算问题，尹致昊为此专门在1945年10月20日用英文写了一篇文章为自己辩解，名为《一位老者的沉思》（An Old-man's Ruminations）。11月上海临时政府的主要人士回国，尹致昊几次拜访金奎植，寻求赦免支持，并通过从弟李承晚的秘书尹致暎交渉。
1945年12月6日午前9時頃，尹致昊在亲日派谴责大会后病情恶化，最后因脑溢血在京畿道開城府松都面高麗町去世，享年80岁。另一说法是他因为不愿接受南朝鲜当局对他作为亲日派的指控和审判而自杀的。
2002年韩国政府发布的亲日派708人名单、2008年民族问题研究所发表的《亲日人名辞典》及2009年公布的亲日反民族行为704人名单中，都有尹致昊列入其中。

## 其他
尹致昊先後有三名正室，元配夫人姜氏1885年離婚和1886年死。他1894年再娶中国蘇州人馬愛方（1871年—1905年），繼娶朝鮮人白梅丽（出身南浦白氏，1890年—1943年），二人年龄相差达19岁。白梅丽为其生了3子7女。另有兩名妾侍。
- 儿子为：
  - 尹永善（1896年—1988年）；大韓民國的3任農林部長，不管部國務委員。
  - 尹凤成（夭折）；
  - 尹光善（1898年—1950年？，朝鲜战争间失踪）；
  - 尹璋善（1920年—2005年）；
  - 尹琦善（1921年—）；
  - 尹珽善（1928年—2008年）。
- 女儿为：
  - 尹凤姬（1894年—？）；
  - 尹龙姬（1903年—？）；
  - 尹文姬（1907年—？）；
  - 尹武姬（1912年—1914年）；
  - 尹恩姬（1917年—）；
  - 尹明姬（1918年—？）；
  - 尹宝姬（1923年—）；
  - 尹英姬（1926年—）；
  - 尹贞姬。

大韓民國第4任總統尹潽善是他的侄子。

## 著書
- 《尹致昊日记》
- 《佐翁尹致昊书翰集》、
- 《英语文法捷径》、
- 《幼学字聚》
- 听起来像一个笑
- 赞美歌（歌曲赞颂集，1913）

## 外部連結
- 海平尹氏 网站 （页面存档备份，存于）
- 尹致昊-世界宣教會 （页面存档备份，存于）
- 尹致昊的日記-文和日報 News （页面存档备份，存于）
- [永久]

## 引用
1. ↑  『日本外交史辞典』 外務省外交史料館 日本外交史辞典編纂委員会 山川出版社 1992年 1327ページ
2. ↑  康俊晩『韓国現代史散歩』<1940年大篇2巻>（人物と思想史、2004）138~139頁.
3. ↑  愛国歌作詞者/イ・ジョンヒョク コラム[永久] 韓国日報 2009年12月22日